# Weltempfänger

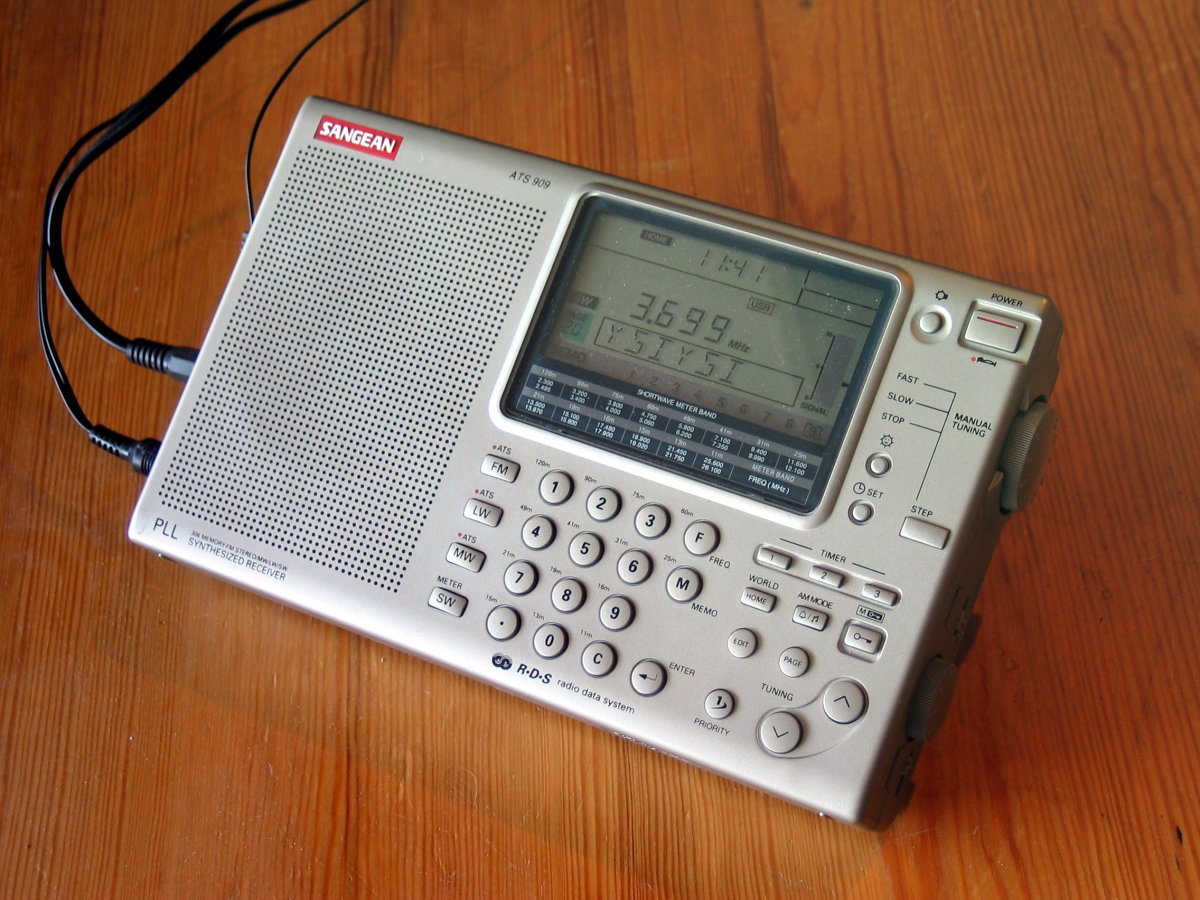
Taschen-Weltempfänger mit digitaler Anzeige und Direkteingabe der Frequenz

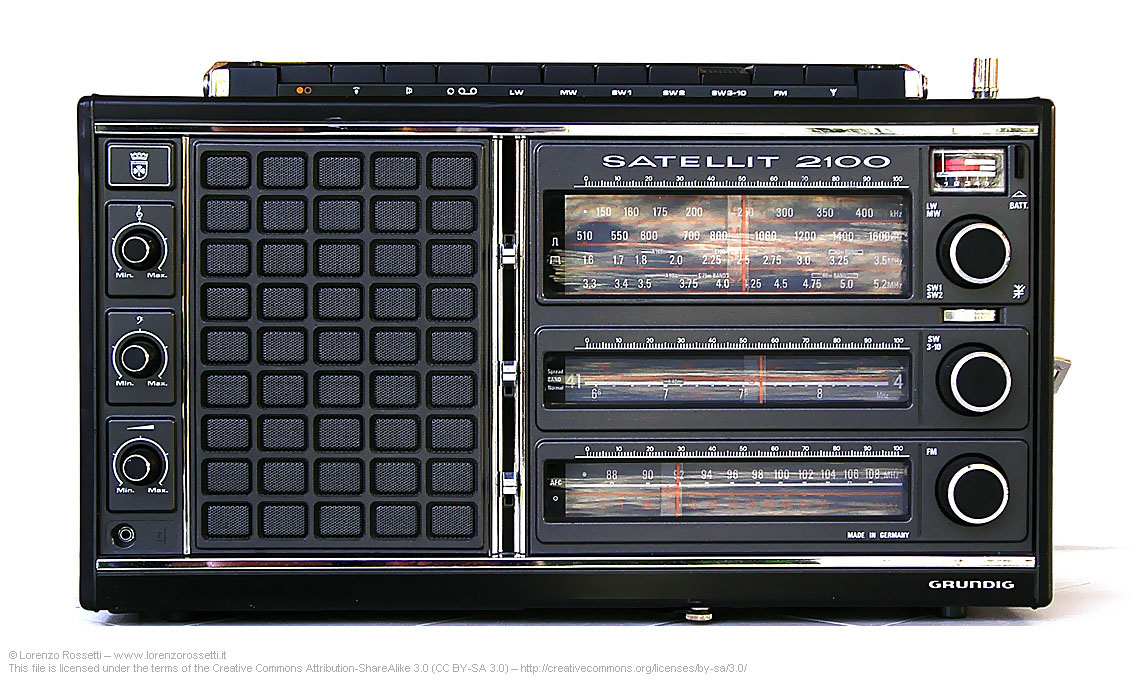
Großer Weltempfänger Grundig Satellit 2100 (1976–1979) in Doppelsuper-Technik

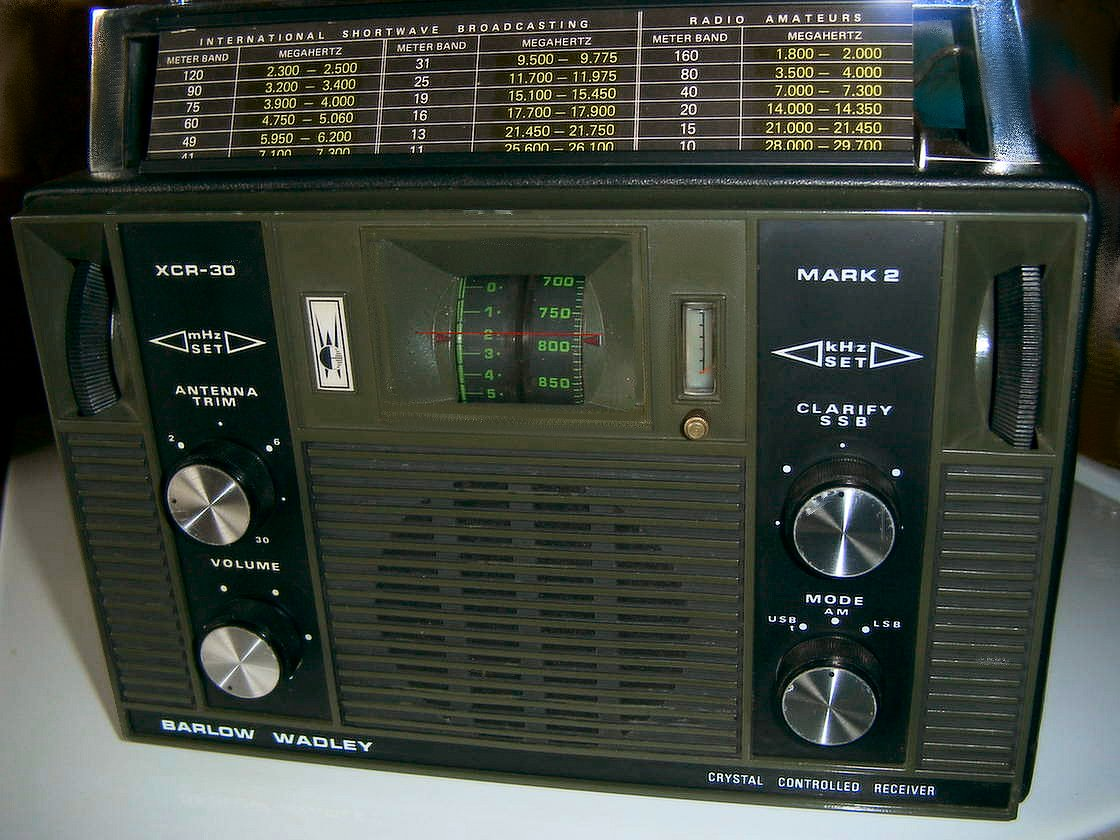
Weltempfänger Barlow Wadley XCR-30 Mark 2 in Dreifachsuper-Technik

Ein Weltempfänger ist ein Radiogerät, das sich besonders für den Empfang von Kurzwellenrundfunksendern eignet. Der Name ergibt sich aus der Tatsache, dass Kurzwellen sich von einem einzigen Sender aus über den gesamten Globus ausbreiten und so weltweit empfangen werden können. In der Regel ist mit diesen Radios zusätzlich der Empfang von weiteren Frequenzbändern und des UKW-Rundfunks möglich.
Tragbare Weltempfänger wurden im Jahr 1939 von Eugene F. McDonald, dem Chef der Zenith Radio Corporation eingeführt.
Die Bauformen von Weltempfängern reichen vom kleinen Taschenempfänger, kaum größer als eine Zigarettenschachtel sowie dem tragbaren Empfänger in verschiedenen Größen bis zum großen, leistungsfähigen Stationsempfänger, der zum Festeinbau in einer Funkstation vorgesehen ist.

## Bedienung

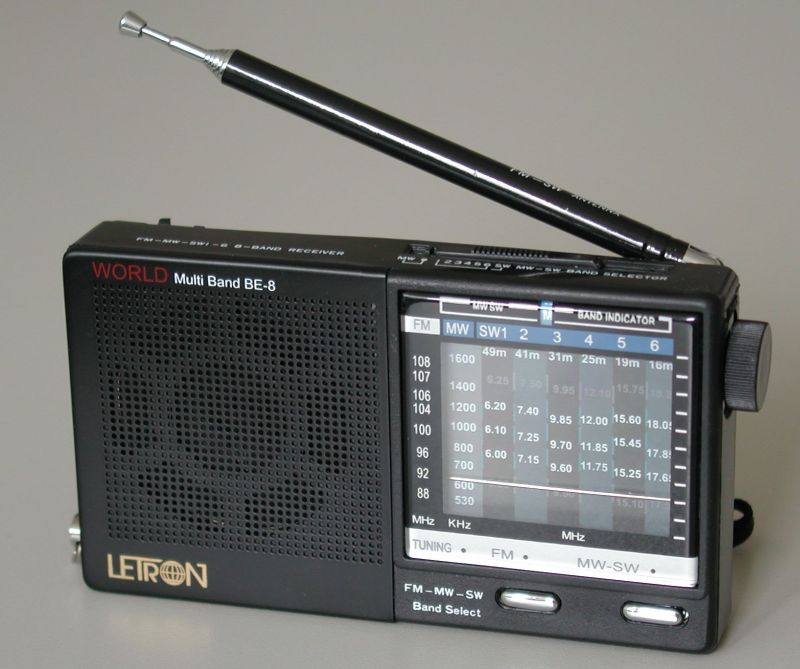
Einfacher Taschen-Weltempfänger mit analoger Abstimmung auf sechs gespreizten Kurzwellenbändern

Aktuelle Weltempfänger werden digital abgestimmt: Die zu empfangende Frequenz wird über Zifferntasten eingegeben oder an einem Drehknopf mit Inkrementalgeber eingestellt und digital angezeigt. Sie bieten großzügige Speichermöglichkeiten, zumal viele Sender je nach Zielgebiet und Ausbreitungsbedingungen auf wechselnden Frequenzen senden.
Analog (also per Zeiger auf einer Skala) abstimmbare Weltempfänger werden seit den 1990er Jahren praktisch nicht mehr gefertigt. Bei ihnen sind im Gegensatz zu gewöhnlichen Radiogeräten die Frequenzbänder gespreizt: Das gesamte Kurzwellenband ist in mehrere Teilbereiche aufgeteilt, die jeweils die komplette Skalenlänge umfassen. Das erleichtert die genaue Abstimmung auch auf dicht benachbarte Sender. Bei besseren Geräten ist zusätzlich zur Grob-Abstimmung ein Feinregler vorhanden.
Es sind auch Kurzwellenempfänger auf dem Markt, die als Notfallempfänger mit Dynamobetrieb arbeiten und auch akustische und optische Alarmsignale abgeben können. Auch der Betrieb über ein eingebautes Solarmodul ist möglich.

## Empfangstechnik
Antennentechnik
Tragbare Weltempfänger besitzen meist eine Ferritantenne im Gehäuse für Lang- und Mittelwelle sowie eine Teleskopantenne für Kurzwelle und UKW. Empfänger im Taschenformat bieten oftmals Anschlussmöglichkeiten für leistungsfähigere Zusatzantennen.
Empfindlichkeit und Trennschärfe
Für den Empfang ferner und daher schwach einfallender Stationen weisen Weltempfänger eine hohe Eingangsempfindlichkeit sowie eine hohe Trennschärfe zum Ausblenden von Nachbarstationen und sonstigen Störungen auf. Spezielle Techniken wie ein schaltbarer Synchrondetektor zur Aufbereitung schwächster Signale, eine manuell einstellbare Eingangsempfindlichkeit oder eine Vorselektion (Abstimmung des Antennenvorverstärkers) erleichtern den Empfang ferner und daher schwacher oder stark gestörter Sendungen erheblich.
Signalverarbeitung
Gute Weltempfänger arbeiten als Überlagerungsempfänger in zwei- (Doppelsuper) oder dreistufiger Ausführung. Einige professionelle Empfangsgeräte setzen vier Stufen ein.
Einfache analoge Taschenempfänger oder ältere tragbare Empfänger sind dagegen meist als Einfachsuper mit nur einer Zwischenfrequenz bzw. Mischstufe gehalten, die im Vergleich zum Doppelsuper deutlich weniger empfangsstark wie auch weniger resistent gegen Spiegelfrequenz-Störungen sind.
Bei vielen Weltempfängern lässt sich die Bandbreite des Empfangssignals zum Ausblenden von Störungen umschalten.
Einseitenbandempfang (SSB)
Bessere Weltempfänger können auch Programme in Einseitenbandmodulation (SSB, englisch single side band) mit Auswahlmöglichkeit des oberen (USB, englisch upper side band) oder des unteren (LSB, englisch lower side band) Seitenbandes verarbeiten. Dadurch kann man neben KW-Rundfunk auch den Amateurfunkdienst auf Kurzwelle empfangen. Da Weltempfänger jedoch primär zum Empfang von (Fern-)Hörfunk (insbesondere Kurzwelle) konzipiert sind, können darüber hinausgehende Betriebsarten (beispielsweise Funkfernschreiben) mit einem Weltempfänger nicht oder nur mit Zusatzgeräten empfangen werden.
Digitaler Rundfunk (DRM)
Einige neuere Weltempfänger bieten die Möglichkeit, digitale Kurzwellensignale zu empfangen, wie sie von einigen Rundfunksendern des Digital-Radio-Mondiale-Konsortiums (DRM) ausgestrahlt werden.

## Bedeutung des Weltempfängers
Das Betreiben einer Kurzwellenrundfunk-Sendeanlage ist in der Regel mit hohem Aufwand verbunden. Da mit dem Ende des Kalten Krieges sowohl die Motivation weggefallen ist, Propaganda zu senden, als auch die Notwendigkeit, Staaten mit Informationsbeschränkungen per Rundfunk „von außen“ mit alternativen Standpunkten zu versorgen, geht der Sendebetrieb auf Kurzwelle und damit der Bedarf an Weltempfängern weltweit zurück. Häufig wird als möglicher Ersatz auf Internet-Radio oder auf Podcasts verwiesen.
Das Betreiben eines Internet-Radios beziehungsweise das Verbreiten einer Rundfunksendung über Internet ist senderseitig unvergleichlich weniger aufwändig als das Betreiben eines Kurzwellensenders. Es wird keine kostspielige Ausstattung benötigt, darüber hinaus gibt es keine Frequenzknappheit oder Probleme mit der Wellenausbreitung. Die per Internet zu erzielenden Reichweiten sind groß.
Allerdings werden über das Internet gerade jene Gegenden nicht erreicht, die technisch unterversorgt sind oder in denen abweichende Ansichten aus politischen Gründen staatlicherseits unterdrückt werden und in denen folglich auch das Internet zensiert wird (z. B. China, Iran, Nordkorea). In diesen Gebieten ist der Kurzwellenrundfunk nach wie vor eine der wenigen direkten Informationsquellen.